# 4988 Chushuho
4988 Chushuho este un asteroid din centura principală, descoperit pe 6 noiembrie 1980.